# Thibaut Garrivier
Thibaut Garrivier est un athlète français, né le 6 septembre 1990 à Avranches, et ayant grandi à Gap (Hautes-Alpes). Spécialiste de skyrunning, il a notamment remporté la Transvulcania en 2019 et la CCC (Courmayeur - Champex - Chamonix) lors de l'Ultra-Trail du Mont-Blanc en 2021.

## Biographie
Né à Avranches, Thibaut Garrivier déménage à Gap à l'âge de 10 ans. Il s'y découvre une passion pour les sports de montagne, notamment le vélo, et le ski de fond qu'il pratique en club (SC Gap- Bayard) pendant 6 ans jusqu'à un niveau national.

## Résultats
Radiologue, Thibaut Garrivier est licencié au club d'athlétisme de l'Entente Sud Lyonnais près de Lyon. Il fait partie de l'équipe Team Hoka de l'équipementier Hoka One-One ainsi que de la Team Terre de Running,.
Lors de la saison 2019 il participe au circuit Skyrunner World Series ainsi qu'à d'autres courses entre 40 et 50 km, il vise également la CCC. Il termine 2e du Trail du Ventoux à 2 secondes de Marc Lauenstein. En avril, une lésion musculaire au mollet l'empêche de participer au Trail Drôme, la course de sélection de l'équipe de France pour les championnats du monde de trail. C'est une déception pour lui de ne pas pouvoir participer à ces championnats, qui faisaient partie de ses objectifs de la saison.
Le 11 mai 2019, pour son entrée sur le circuit Skyrunner World Series, il domine les 73,3 km de l'ultramarathon et remporte la Transvulcania, pour sa deuxième participation. Ce résultat lui permet de prendre la première place provisoire du classement général.
Le 30 août 2019, il participe à la CCC, ultra-trail de 101 km de l'UTMB, et remporte la deuxième place, derrière l'espagnol Luis Alberto Hernando Alzaga.
Le 27 août 2021, il prend à nouveau le départ de la CCC mais voit Stian Angermund dominer la première partie de course. Peu habitué des longues distances et victime de douleurs à la hanche, le Norvégien finit par abandonner. Thibaut reprend la tête de course et gère sa course pour conserver son avantage jusqu'à l'arrivée. Il s'impose en 10 h 23 min 26 s avec plus de vingt minutes d'avance sur le Néo-Zélandais Scott Hawker.
Le 30 août 2024, il prend le départ de l'UTMB malgré une double fracture des côtes survenue à l'entraînement quelques jours auparavant. Après un départ de course incertain, il est contraint d'abandonner au bout de 40 km au niveau du Refuge de la Balme.
| no  | masculin           | Course                                                   | Longueur | Départ             | Temps            |
| --- | ------------------ | -------------------------------------------------------- | -------- | ------------------ | ---------------- |
| 7e  | 7e                 | Trail du Ventoux                                         | 46 km    | 18 mars 2018       | 4 h 5 min 02 s   |
| 3e  | Médaille de bronze | Transvulcania                                            | 73 km    | 12 mai 2018        | 7 h 42 min 49 s  |
| 1er | Médaille d'or      | Marathon-Race du Lac d'Annecy                            | 42 km    | 27 mai 2018        | 3 h 53 min 15 s  |
| 3e  | Médaille de bronze | Championnats de France de trail (Skyrace de Montgenevre) | 67 km    | 14 juillet 2018    | 7 h 20 min 51 s  |
| 3e  | Médaille de bronze | SaintéLyon                                               | 81 km    | 1er décembre 2018  | 6 h 33 min 11 s  |
| 2e  | Médaille d'argent  | Trail du Ventoux                                         | 46 km    | 17 mars 2019       | 3 h 39 min 15 s  |
| 1er | Médaille d'or      | Transvulcania                                            | 74 km    | 11 mai 2019        | 7 h 11 min 04 s  |
| 2e  | Médaille d'argent  | CCC (Courmayeur - Champex - Chamonix)                    | 101 km   | 30 aout 2019       | 10 h 39 min 01 s |
| 1er | Médaille d'or      | CCC (Courmayeur - Champex - Chamonix)                    | 101 km   | 27 aout 2021       | 10 h 23 min 26 s |
| 1er | Médaille d'or      | Marathon-Race du Lac d'Annecy                            | 39 km    | 31 octobre 2021    | 3 h 54 min 9 s   |
| 1er | Médaille d'or      | Ultra Trail de l'île de Madère                           | 60 km    | 20 novembre 2021   | 6 h 18 min 24 s  |
| 2e  | Médaille d'argent  | Ultra Trail de l'île de Madère                           | 115 km   | 23 avril 2022      | 13 h 24 min 58 s |
| 1er | Médaille d'or      | Grand Raid 73                                            | 75 km    | 28 mai 2022        | 7 h 50 min 30 s  |
| 1er | Médaille d'or      | Val Tho Summit Games                                     | 43 km    | 7 août 2022        | 3 h 57 min 22 s  |
| 10e | 10e                | UTMB (Ultra-Trail du Mont-Blanc)                         | 172 km   | 26 août 2022       | 22 h 9 min 19 s  |
| 1er | Médaille d'or      | Trail des 3 Cols                                         | 47 km    | 2 octobre 2022     | 4 h 7 min 43 s   |
| 6e  | 6e                 | Championnats du monde de trail - Long                    | 78 km    | 5 novembre 2022    | 7 h 50 min 12 s  |
| 2e  | Médaille d'argent  | Trail du Ventoux                                         | 46 km    | 12 mars 2023       | 3 h 48 min 51 s  |
| 1re | Médaille d'or      | MIUT 85                                                  | 85 km    | 22 avril 2023      | 8 h 59 min 39 s  |
| 4e  | 4e                 | Championnats du monde de trail - Long                    | 85,8 km  | 9 juin 2023        | 10 h 14 min 49 s |
| 1re | Médaille d'or      | Trail Verbier St-Bernard - X-Traversée                   | 76 km    | 8 juillet 2023     | 9 h 0 min 22 s   |
| 6e  | 6e                 | Ultra-Trail du Mont-Blanc                                | 170 km   | 1er septembre 2023 | 21 h 10 min 38 s |
| 2e  | Médaille d'argent  | Trail du Ventoux                                         | 37 km    | 10 mars 2024       | 3 h 30 min 57 s  |
| 5e  | 5e                 | Championnat de France de trail - Long                    | 57 km    | 7 avril 2024       | 5 h 5 min 53 s   |
| 2e  | Médaille d'argent  | Maxi-Race du Lac d'Annecy                                | 94 km    | 1er juin 2024      | 9 h 17 min 31 s  |
| 5e  | 5e                 | Lavaredo Ultra Trail                                     | 120 km   | 28 juin 2024       | 12 h 33 min 9 s  |
| 4e  | 4e                 | Ultra-trail Cape Town                                    | 98 km    | 23 novembre 2024   | 11 h 38 min 48 s |
| 3e  | Médaille de bronze | Grand Raid Ventoux by UTMB - 100K                        | 89 km    | 26 avril 2025      | 8 h 0 min 51 s   |